# ペルソナ・ノン・グラータ
ペルソナ・ノン・グラータ（ラテン語: Persona non grata、英語: person not welcome）とは、外交官のうち、接受国からの要求に基づき、その国に駐在する外交官として入国できない者や、外交使節団から離任する義務を負った者を指す外交用語である。
原義は「好ましからざる人物」「厭わしい人物」「受け入れ難い人物」を意味する。
外交関係に関するウィーン条約や領事関係に関するウィーン条約で規定されており、「国外退去処分」と表現されることもある。

## 概要
外交団員の一員となるには、外交官になる必要があり、外交官になるには派遣国の任命に加え、接受国でも、国元から預かって来た信任状を信任状捧呈式で提出して認めてもらわねばならない。外交使節の長は、外交関係に関するウィーン条約第4条により、接受国から「アグレマン」（仏: agrément）として受け入れの承認が必要となる。アグレマンの拒否により、外交使節の長を拒むことができる。
接受国が、外交官の受け入れ拒否や外交官待遇の同意の取り消しを行うことが、「ペルソナ・ノン・グラータ」であり、外交関係に関するウィーン条約第9条及び領事関係に関するウィーン条約第23条に規定されている。
ペルソナ・ノン・グラータはいつ何時でも一方的に発動でき、またその理由を提示する義務はない。接受国はいずれかの者がその領域に到着する前においても、対象外交官がペルソナ・ノン・グラータであることを明らかにすることができる。ペルソナ・ノン・グラータの通告を受けた場合には、派遣国は状況に応じて対象者の「本国へ召還又は外交官任務終了」をしなければならない。
対象の外交官に対し、接受国外務省から駐在公館を通じて、「あなたは我が国に駐在する外交官に相応しくないので本国へお帰り下さい。もしくは外交官任務を終了して下さい」と正式に通告することで発動されることが多い。派遣国が「ペルソナ・ノン・グラータ」の発動後に対象外交官の「本国へ召還又は外交官任務終了」の履行義務を拒否した場合又は相当な期間内に行わなかった場合には、接受国は対象者が外交特権を持たないものとみなし、触法行為があれば一般市民として身柄の拘束ができる。
ペルソナ・ノン・グラータは外交官だけではなく、国際慣習法上において外交官同様の外交特権を有する元首や首相、外相の入国拒否についても用いられることがある。

## 発動事例

### ロシアによるウクライナ侵攻関連
2022年2月に勃発したロシアによるウクライナ侵攻により、欧米諸国によるロシアへの制裁とロシアのそれに対する報復の応酬から、両国の外交関係者がペルソナ・ノン・グラータとなる事例が発生している。

#### ロシア外交官に対する発動
- ニューヨーク駐在ロシア国連代表部外交官12人 - 2022年3月、ロシアのウクライナ侵攻に伴う制裁の一環で「アメリカに居住する権利を乱用し、アメリカの安全保障に悪影響を及ぼす諜報活動を行った」として同月7日までに国外退去を命令[5]。
- ブルガリア駐在ロシア外交官2人 - 2022年3月、ロシアのウクライナ侵攻に対する制裁の一環で「外交官の立場と相いれないスパイ活動」として国外退去を命令[6]。
- リトアニア駐在ロシア大使および外交官4人 - 2022年3月、ロシアのウクライナ侵攻に対する制裁の一環で、ウクライナとの連帯のため外交官を追放[7]。さらに同年4月にはロシア兵によるウクライナ国内での一般市民への虐殺行為を理由として、同国ロシア大使の追放を決定した[8]。
- ラトビア駐在ロシア外交官3人 - 2022年3月、ロシアのウクライナ侵攻に対する制裁の一環で、外交官らの外交的地位に反する行動を理由とする[7]。
- エストニア駐在ロシア外交官3人 - 2022年3月、ロシアのウクライナ侵攻に対する制裁の一環で、ロシアによるウクライナでの軍事行動を正当化するプロパガンダを広めたことなどを理由とする[7]。
- ポーランド駐在ロシア外交官など45人 - 2022年3月、ロシアのウクライナ侵攻に対する制裁の一環で、外交的特権を悪用し国内でスパイ活動に関与したことを理由とする[9]。
- ベルギー駐在ロシア外交官21人 - 2022年3月、ロシアのウクライナ侵攻に対する制裁の一環で、安全保障に脅威を与えるスパイ活動などに関与していることが確認されたため[10]。
- オランダ駐在ロシア外交官17人 - 2022年3月、ロシアのウクライナ侵攻に対する制裁の一環で、スパイ活動などに関与していることが確認されたため[10]。
- アイルランド駐在ロシア外交官4人 - 2022年3月、ロシアのウクライナ侵攻に対する制裁の一環で、外交官としての国際基準に沿わない活動があったため[10]。
- スロバキア駐在ロシア外交官38人 - 2022年3月、ロシアのウクライナ侵攻に対する制裁の一環で、スパイ活動などに関与していることが確認されたため。3月初頭に3人に対して発動し、その後同月30日に35人に対して発動した[11]。
- ドイツ駐在ロシア外交官など40人 - 2022年4月、ロシアのウクライナ侵攻に対する制裁の一環で、ロシア政府の「信じがたい蛮行（ウクライナ国内でのロシア兵による一般市民への虐殺行為）」を理由とする[12]。
- フランス駐在ロシア外交官35人 - 2022年4月、ロシアのウクライナ侵攻に対する制裁の一環で、「（ロシアの）活動がわれわれの利益に反している」を理由とする[12]。
- フランス駐在ロシア情報要員6人 - 2022年4月、ロシアのウクライナ侵攻に対する制裁の一環で、外交官を装い、フランス国内で秘密工作が行っていたことが明らかになったため[13]。
- 日本駐在ロシア外交官・通商代表部職員など8人 - 2022年4月、ロシアのウクライナ侵攻に対する制裁の一環で、ロシア軍の残虐行為に対する非難を理由とする[14]。
- 札幌駐在ロシア領事1名 - 2022年10月、 在ウラジオストク日本総領事館の領事を違法な情報収集活動を行ったとして国外退去とした[15]ことへの対抗措置[16][17]。

#### ロシア連邦政府による発動
- ロシア駐在リトアニア外交官4人・ラトビア外交官3人・エストニア外交官3人 - 2022年3月、前述のバルト三国によるロシア外交官の国外追放に対する報復措置[18]。
- ロシア駐在ドイツ外交官など40人 - 2022年4月、前述の同国によるロシア外交官の国外追放に対する報復措置[19]。
- ロシア駐在日本外交官8人 - 2022年4月、前述の同国によるロシア外交官の国外追放に対する報復措置[20]。
- 在ウラジオストク日本総領事館の領事1人 - 2022年9月、公開制限情報を不正に入手したことに対する処罰[15][21]。
- ロシア駐在フランス外交官34人 - 2022年5月、前述の同国によるロシア外交官の国外追放に対する報復措置[22]。
- ロシア駐在スペイン27人 - 2022年5月、前述の同国によるロシア外交官の国外追放に対する報復措置[22]。
- ロシア駐在イタリア24人 - 2022年5月、前述の同国によるロシア外交官の国外追放に対する報復措置[22]。
- ボリス・ジョンソン首相以下イギリス政府関係者13人 - 2022年4月16日、各国によるロシア制裁に対する報復措置[23]
- イギリス下院（庶民院）議員287人 - 2022年4月27日、理由同上[24]。
- 岸田文雄首相以下日本政府関係者・国会議員・メディア関係者などの民間人含む63人 - 2022年5月4日、理由同上[25]
- 前述の指定対象者を除く衆議院議員384人 - 2022年7月15日、理由同上[26]。

以下は、前述のロシアのウクライナ侵攻とは無関係に発動されたケースを列挙する。

### 欧米
- ジョージ・ケナン - 駐ソ連大使だったが、ドイツでソ連とナチス・ドイツの類似性を指摘する発言をしたことから、再入国を拒否された。
- クルト・ヴァルトハイム - オーストリア大統領。元ナチス将校であったため、アメリカ合衆国など多くの国家から、元首または外交官待遇拒否を受けていた。
- アメリカ駐在ロシア外交官35人 - 2016年、アメリカ大統領選挙にロシアが干渉を行ったとして、任期末期のバラク・オバマ政権が大量国外追放を行った[27]。
- イギリス駐在ロシア外交官23人 - 2018年3月、イギリス国内で発生した元ロシアのスパイ、セルゲイ・スクリパリとその娘に対して行われたノビチョクを使った暗殺未遂事件に関連し、イギリス政府が報復措置として実施[28]。
- ロシア駐在イギリス外交官23人 - 2018年3月、前述のイギリスによる外交官追放に対し、ロシア政府が報復措置として実施[29]。
- インド駐在カナダ外交官 - 2023年9月、後述のカナダ政府による同国駐在インド情報当局高官の追放に対し、インド政府が報復措置として発動[30]。
- エブラヒム・ラスール（英語版） - アメリカ駐在南アフリカ大使。「米国とトランプを嫌っている人種差別をする政治家」として第2次トランプ政権によって発動[31]。

### 中南米
- エクアドル駐在ベネズエラ大使 - 2018年10月18日、エクアドル政府がベネズエラ大使を指定して国外追放[32]。エクアドルのモレノ大統領が9月の国連総会で、エクアドルに来たベネズエラ難民について言及したことについて、ベネズエラ側が「嘘つきで、大げさに話している」と非難したことに対して。
- ダニエル・クライナー（ドイツ語版） - ドイツ駐ベネズエラ大使。2019年3月5日に暫定大統領を宣言した野党指導者フアン・グアイドの帰国を空港で出迎えたため、2019年3月16日にベネズエラを実効支配するニコラス・マドゥロが「野党の過激主義者と共謀した」としてベネズエラからクライナーを追放すると宣言[33][34]。
- ゾマタク - ニカラグア駐在バチカン大使。2022年3月、ダニエル・オルテガ政権により、バチカンが政府転覆を計画しているとして発動[35]。
- ペルー駐在メキシコ大使 - 2022年12月21日、ペルー外務省がメキシコ大使を指定して国外追放[36]。メキシコのアンドレス・マヌエル・ロペス・オブラドール大統領はペドロ・カスティジョ前大統領が議会で罷免され、反逆罪で拘束したため、反発。外務省は報復措置として国外退去を命じた[37]。
- エクアドル駐在メキシコ大使 - 2024年4月、エクアドル元副大統領のホルヘ・グラスがメキシコに政治亡命を求めて、首都キトのメキシコ大使館に滞在していたが、現地警察が治外法権を侵害して大使館に侵入しグラスを拘束した。メキシコ側はエクアドル側が外交関係に関するウィーン条約に違反したとして断交措置を実施。これに対してエクアドル側が報復措置で実施した[38][39]。

### アフリカ
- ブルンジ滞在中の世界保健機関（WHO）高官4人 - 2020年5月、ブルンジで新型コロナウイルス感染症（COVID-19）対策に従事していたが、同国政府が「受け入れがたい干渉をした」として、国外退去を命令[40]
- ゴードン・クリッケ（ドイツ語版） - ドイツ駐チャド特命全権大使。2023年4月、「無礼な態度」と「外交慣例の軽視」（実質的には軍政への内政干渉）を理由に、チャド軍政が国外退去を命令[41]

### 中東
- クウェート駐在イラン外交官15人 - 2017年7月、クウェートはテロ未遂容疑犯がイランへ逃亡したことを理由に大使館員の大量追放を行った[42]。
- アントニオ・グテーレス国際連合事務総長 - 2024年10月、イスラエルが前年からのハマースやヒズボラとの抗争や、同年のイランによるミサイル攻撃に対するグテーレスの消極的な対応への不満から「反イスラエル的姿勢」が見られるとして入国禁止を指定[43]。

### 東・東南アジア
- 姜哲 - マレーシア駐在朝鮮民主主義人民共和国（北朝鮮）駐大使。2017年2月13日にクラルンプールで発生した金正男の殺害事件[44]に関連し、マレーシア行政府および警察の対応を批判したため、同年3月にマレーシア政府が発動した[45]。
- モハマド・ニザン・モハマド - 北朝鮮駐在マレーシア大使。2017年3月、前述の姜哲を追放したことに関連し、北朝鮮側が事実上の報復措置として実施（発表時点で既に本国へ召還済）[46]。
- 金炯吉（キム・ヒョンギル） - メキシコ合衆国駐在北朝鮮大使。2017年9月、国際社会の反対を無視して北朝鮮がミサイル発射や核実験を行ったことなどを理由に、72時間以内に国外追放することを発表[47]。
- 金学哲（キム・ハクチョル） - ペルー駐在北朝鮮大使。2017年9月、上記メキシコ大使と同様の理由で、5日以内に国外追放することを発表[48]。
- トロント駐在中国外交官1人 - 2023年5月、中国・新疆ウイグル自治区の人権状況に批判的な野党・保守党の議員に対し、議員当人や香港在住の親族に対し脅迫したうえで、反中的な立場を取るのを抑止しようとしたことが、カナダ情報機関の調査で判明したため、カナダ政府が発動した[49]。
- カナダ駐在インド情報当局高官 - 2023年9月、カナダ国内で起きたインド系カナダ人のシク教指導者・ハーディープ・シン・ニジャールの殺害事件にインド政府工作員が関与したとして、カナダ政府が「主権に対する侵害」を理由に国外追放を発表[50]。
- リトアニア駐在中国代表事務所職員3人 - 2024年11月、リトアニア政府が発動。名目は「ウィーン条約とリトアニア法に違反する活動がみられたため」。背景にリトアニアが台湾への外交的に接近している事に加え、バルト海のスウェーデン領海内で、リトアニアへ向かうものを含む通信ケーブル2本が断線した一件で、このうち切断1件をめぐっては、当時周辺を航行していたことが追跡サイトで確認されている中国船「伊鵬3」の関与が疑われていることから、これら一連の経緯を巡り、両国の関係が悪化したことも要因とされる[51]。
- パラグアイ滞在中の中国下級外交官1人 - 2024年12月、パラグアイ政府が発動。当該外交官は、同国で行われた国連教育科学文化機関（ユネスコ）の会合に中国代表団の一員としてパラグアイに入国したが、会議に出席せず議会を訪れたうえで、野党議員に接近し台湾との断交と中国を承認するよう主張するなど、ビザの目的から逸脱した動きが見られたため「内政干渉」と見做し、ビザを取り消したうえで24時間以内の国内退去を命じた。パラグアイは南米で唯一、台湾と外交関係を保持している[52][53]。

### 日本
前述のロシアによるウクライナ侵攻関連以外で、日本での発動事例として以下のものがある（発動前に自ら国外に退去した者は不記載。なお、日本においては発動した際の多くは発動前に当人は日本から出国している）。
- 1973年 - 大韓民国（韓国）の一等書記官・金東雲こと金炳賛。金大中事件に関与した疑いで、警視庁が出頭を求めたが拒否されたため。
- 2006年3月 - 駐日本国コートジボワール大使館の男性外交官。自身が所有する南麻布のビルの一室を暴力団に貸与し、見返りとして計約4000万円を受け取っていたため。その部屋はバカラ賭博に利用されており、2005年10月に摘発されていた[54]。
- 2006年4月 - インド大使館の警備担当男性技能員。大使館にビザ申請に訪れた、日本人女性に対する強制猥褻容疑[55]。
- 2012年6月 - ムハンマド・アル・ハバシュ駐日シリア特命全権大使。後述の鈴木敏郎在シリア日本特命全権大使がシリア政府から追放指定を受けたことへの対抗措置[56]。

また、日本が発動を受けた例は以下の通り。
- 1937年 - 杉原千畝。反革命なロシア人との交流を理由にソビエト社会主義共和国連邦（ソ連）より。やむなくリトアニアのカウナス領事館に赴任したが、ソ連によるバルト諸国併合により領事館が閉鎖となり、当時ドイツ領であったプラハへ異動。その後東プロイセンのケーニヒスベルク（現在はロシア領カリーニングラード）へ異動となるが、今度はナチス・ドイツにより拒否されルーマニアのブカレストへ異動となる。
- 1983年01月 - 中川一郎衆議院議員。1983年1月に内閣総理大臣の名代として訪米が内定したが、アメリカ政府から入国拒否を通告された。表向きには反共主義を唱えながらも、裏では親ソ政権の樹立を画策していたと、CIAの調査で判断されていたからとされる[57]。
- 1987年08月 - 駐ソ連防衛駐在官。接受国における不適切活動のため（スパイ行為）。
- 2002年11月 - 駐中華人民共和国（中国）防衛駐在官。接受国における不適切活動のため（スパイ行為）[58]。
- 2012年06月 - 鈴木敏郎駐シリア特命全権大使。日本国政府が、シリア内戦におけるシリア軍による市民虐殺に抗議し、5月30日にムハンマド・アル・ハバシュ駐日大使に国外退去を求めていたことへの対抗措置[59]。

## 俗用
英語では、職場の部署で村八分に遭った職員を指す用法もある。